# هال سی. کرن
هال سی. کرن (انگلیسی: Hal C. Kern; ۱۴ ژوئیهٔ ۱۸۹۴ – ۲۴ فوریهٔ ۱۹۸۵) یک تدوین‌گر اهل ایالات متحده آمریکا بود.
وی در سال ۱۹۳۹ میلادی، بابت تدوین فیلم بر باد رفته، برندهٔ جایزه اسکار بهترین تدوین شد.
از فیلم‌های دیگر او می‌توان به عقاب و بسیار شیک‌پوش اشاره کرد.